# Ante Starčević
Ante Starčević (Žitnik, 23 maggio 1823 – Zagabria, 28 febbraio 1896) è stato un politico croato.

## Biografia
Dopo gli studi secondari a Zagabria, Starčević studiò teologia al seminario di Segna. Rinunciò ai voti e iniziò al lavorare presso lo studio di Ladislav Šram fino al 1861, quando venne nominato notaio nella contea di Fiume. In rappresentanza di questa città venne eletto al parlamento croato per quattro volte (1861, 1865, 1871, 1878), anche se nel 1862 venne sospeso dall'incarico e detenuto per un mese, colpevole di aver partecipato alle rivolte antimonarchiche contro l'impero austro-ungarico.
Dopo la detenzione tornò a lavorare nell'ufficio di Šram a Zagabria, poi nel 1871 venne nuovamente arrestato per aver preso parte alla rivolta di Rakovica (Rakovička buna) contro gli Asburgo, insurrezione che fu ideata da Eugen Kvaternik, con il quale Starčević aveva fondato il Partito dei Diritti. Kvaternik morì durante la rivolta, mentre Starčević, una volta rilasciato, agì più cautamente contribuendo alla vittoria del suo partito alle elezioni del 1884.
Morì a Zagabria nel 1896, dove fu sepolto nella chiesa di San Mirko del sobborgo di Šestine, secondo le sue volontà.

## Ideologia
Ante Starčević è considerato il padre della nazione croata. Egli credeva che i croati avessero pieno diritto ad avere una propria nazione e un proprio Stato indipendente. Sin dai secoli VI e VII i croati si erano autodeterminati come popolo attraverso vari regni, per questo Starčević fu fortemente contrario all'egemonia dell'Austria-Ungheria, dovuta ad un'unione personale.
Come Kvaternik, Starčević credeva nell'idea di una Grande Croazia, che si sarebbe estesa dalle Alpi sino al confine tra Serbia e Bulgaria. Per lui esistevano solo i popoli dei croati e dei bulgari, considerava gli sloveni dei "croati dell'altopiano" e i serbi una mera setta ortodossa. Queste due etnie quindi non avrebbero mai avuto il diritto di istituire degli stati indipendenti, secondo questa visione.
Le sue posizioni razziste suscitarono reazioni negative persino all'interno del suo partito. Oltre che per il suo antisemitismo, Starčević era noto per aver definito il concetto di "slavoserbi", un termine che inizialmente indicava i suoi oppositori politici che "si vendevano alle potenze straniere", ma che poi si estese a tutti i serbi, che lui considerava una "razza inferiore persino a quella ebraica" nella gerarchia umana.